# Hüseyin Kartal
Hüseyin Kartal (* 1. Januar 1982 in Eğirdir) ist ein ehemaliger türkischer Fußballspieler. Er wird mit dem Verein MKE Ankaragücü assoziiert, wo er auch seine erfolgreichste Zeit erlebte. Mit der türkischen Nationalmannschaft nahm er am Konföderationen-Pokal 2003 teil und erreichte den 3. Platz.

## Spielerkarriere

### Verein
Hüseyin Kartal begann mit dem Vereinsfußball in den Jugendmannschaften diverser Amateurklubs seiner Heimatstadt Eğirdir in der Provinz Isparta. Zur Saison 1999/00 wechselte er als Siebzehnjähriger mit einem Profivertrag ausgestattet zum damaligen Drittligisten Sidespor. Hier schaffte er es schnell in die Stammformation und absolvierte bis zum Saisonende 29 Ligabegegnungen für seinen Verein und erzielte dabei 10 Tore. In der zweiten Saison steigerte er seine Leistungen und erzielte in 25 Ligaspielen 19 Tore. So fiel er den Verantwortlichen der türkischen U-18-Nationalmannschaft auf, die ihn daraufhin nominierten. Durch seinen Auftritt in der türkischen U-18 wurden auch mehrere Erstligavereine auf ihn aufmerksam und bemühten sich um eine Verpflichtung. Der Hauptstadtverein MKE Ankaragücü reagierte am schnellsten und verpflichtete das junge Stürmertalent. Dieser Wechsel wurde auf die Direktive des neu eingestellten Ankaragücü-Trainers Ersun Yanal getätigt. Dieser Trainer ist dafür bekannt, ein sehr gutes Talentsichtungsprogramm zu haben, wodurch er unbekannte Talente meist als erster sichtet und an seinen aktuellen Arbeitgeber bindet. Zu Ankaragücü gewechselt, schaffte es Kartal durch das Förderprogramm von Yanal schnell in die Stammelf und war zum Saisonende mit seinen acht Toren in 25 Spielen als Neunzehnjähriger einer der auffälligsten Shootingstars der Liga. Sein Verein beendete nach 20 Jahren wieder die Liga auf dem 4. Tabellenplatz und wiederholte erneut die beste Platzierung der Vereinsgeschichte. Mit dieser Platzierung qualifizierte man sich für den UEFA-Pokal. Die zweite Saison verlief für Kartal eher durchwachsen; zwar zählte er zu den ständig nominierten Spielern der Türkischen U-21-Nationalmannschaft und wurde auch im Verein nahezu immer als Stammspieler eingesetzt, jedoch blieb er mit einem Tor in 25 Spielen deutlich hinter den Erwartungen zurück.
Zum Sommer 2002 verließ sein Entdecker und Förderer Yanal den Verein und übernahm den Stadtrivalen Gençlerbirliği Ankara. Unter Yanals Nachfolger, dem rumänischen Trainer Mihai Stoichiță, wurde Kartal zwar regelmäßig eingesetzt, blieb aber hinter den Erwartungen. So verließ auch Kartal zum Sommer 2003 Ankaragücü und wechselte innerhalb der Liga zum Stadtkonkurrenten Ankaraspor. Auch bei diesem Verein gelang es ihm nicht, an seine früheren Leistungen anzuknöpfen. Zur neuen Saison verließ er die Hauptstadt in Richtung des Erstligisten Denizlispor. Hier spielte er eineinhalb Spielzeiten und wurde nur sporadisch eingesetzt. 
Zum Frühjahr 2007 nahm er das Angebot des Zweitligisten Diyarbakırspor an und wechselte in die TFF 1. Lig. Die Rückrunde verlief bei diesem Verein eher durchwachsen, sodass Kartal nur in sechs Partien eingesetzt wurde. In der Saison 2007/08 gelang ihm nach langer Zeit wieder eine erfolgreiche Saison. Mit elf Toren in 28 Spielen war er der erfolgreichste Torjäger seines Teams. Die Hinrunde der nachfolgenden Spielzeit verbrachte er ebenfalls bei Diyarbakırspor und verließ anschließend den Verein.
Zur Rückrunde der Spielzeit 2008/09 heuerte er beim Erstligaabsteiger Kasımpaşa Istanbul an. Mit diesem erreichte er das Finale der Play-offs. Im Finale setzt man sich mit 2:1 gegen Karşıyaka SK durch, wobei Kartal in der 117. Minute der entscheidende Treffer zum 2:1 gelang. Nach dem Aufstieg erhielt Kartal einen Vertrag über zwei Jahre. 
Trotz der erst abgeschlossenen Vertragsverlängerung um zwei Jahre wurde bereits nach einem Monat der Vertrag in gegenseitigem Einvernehmen aufgelöst. Kartal einigte sich vor dem Ende der Sommertransferperiode mit dem Drittligisten Göztepe Izmir. Mit diesem Verein erreichte er zum Saisonende die Meisterschaft der TFF 2. Lig und damit den direkten Aufstieg in die TFF 1. Lig. Trotz dieses Erfolges verließ er zum Saisonende den Verein und heuerte beim Drittligisten Yeni Malatyaspor an. Nach einem Jahr bei Yeni Malatyaspor verließ er auch diesen Verein.

### Nationalmannschaft
Hüseyin Kartal spielte September 2000 mit seinem Einsatz für die türkische U-18-Nationalmannschaft während seiner Zeit bei Sidespor das erste Mal für die türkischen Nationalmannschaften.
Zwei Jahre nach diesem Einsatz für die U-18 wurde er das erste Mal für die Türkische U-21-Nationalmannschaft nominiert und zählte zwei Jahre lang, in denen er in 15 Spielen drei Mal traf, zu den regelmäßig berufenen Spielern. Anlässlich des FIFA-Konföderationen-Pokals 2003 nominierte der Nationaltrainer Şenol Güneş neben gestandenen Nationalspielern auch viele junge Spieler, die noch nie oder nur ein paar Mal für die Nationalmannschaft spielten, in den Kader der türkischen Nationalmannschaft. Während dieses Turniers absolvierte er seine zwei einzigen Länderspiele. Sein Team beendete das Turnier als Dritter.
2004 spielte er zweimal für die zweite Auswahl der Türkei und erzielte dabei einen Treffer.

## Erfolge

### Als Spieler
- Mit Kasımpaşa Istanbul
  - Play-off-Sieger der TFF 1. Lig: 2008/09
  - Aufstieg in die Süper Lig: 2008/09

- Mit Göztepe Izmir
  - Meister der TFF 2. Lig: 2010/11
  - Aufstieg in die TFF 1. Lig: 2010/11

- Türkische Nationalmannschaft:
  - Dritter der FIFA-Konföderationen-Pokal (1): 2003